# 伊伯鲁谷
伊伯鲁谷（Iberus Vallis）是火星埃律西昂区的一条河谷，其中心坐标位于北纬21.5度、西经208.0度处，全长80.2公里，以西班牙东北部埃布罗河的古典名称所命名。

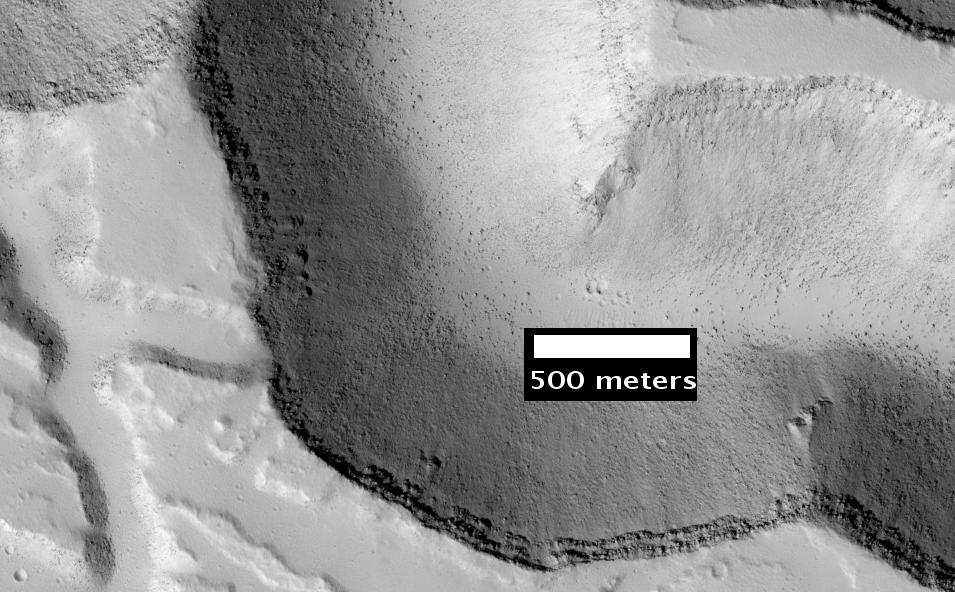
高分辨率成像科学设备所显示上一图中部的细节。